# 高頻

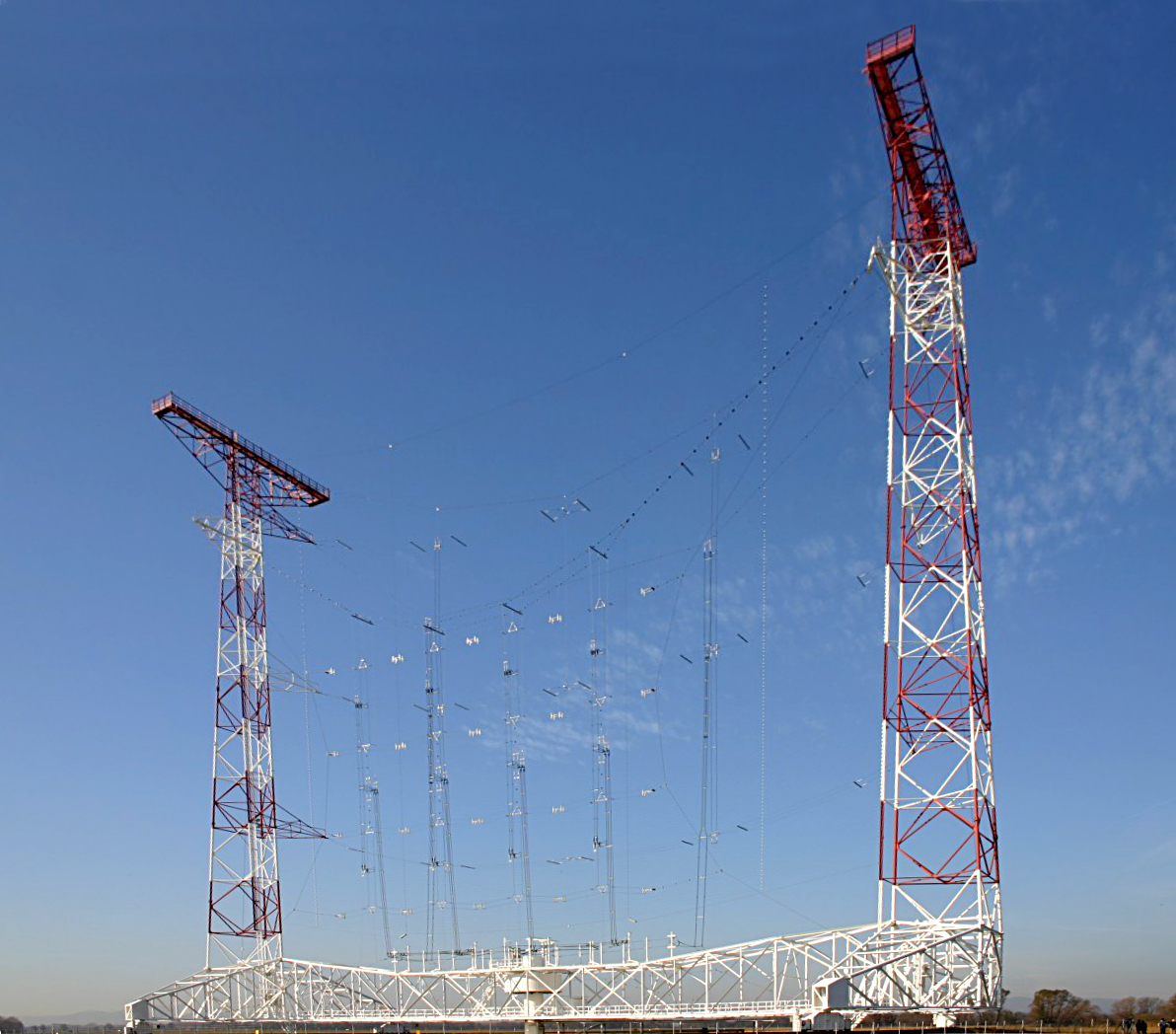
位於奥地利莫斯布伦的高頻短波天線

高頻（英語：High frequency）是指頻帶由3MHz到30MHz的無線電波。比HF頻率略低的是中頻（MF），比HF頻率略高的是甚高頻（VHF）。
HF多數是用作民用電台廣播及短波廣播。其對於電子儀器所發出的電波抵抗力較弱，因此經常受到干擾。